# Хухи
Ху́хи — лісові духи в слов'янській міфології. В сучасних джерелах описуються як пухнасті різнобарвні істоти, тоді як у давніх народних віруваннях хухи невідомі.

## Місця проживання і звички
Сучасні енциклопедії описують хух як маленьких істот, лісових духів, здатних змінювати колір свого хутра. Проте фольклорні дослідження не фіксують згадок хух.

## Хухи в мистецтві
Хухи фігурують у п'єсі-казці «Лісове свято» українського письменника Василя Королів-Старого, а також у його казці «Хуха-Моховинка» зі збірки «Нечиста сила» (1923). Пізніше згадуються в різних україно- та російськомовних літературних творах для дітей.
Хуха — одна з істот у настільній грі «Чарівний світ» проєкту «Чарівний світ.UA», та належить до центральних персонажів роману Ніка Лисицького «Кий і морозна орда» (2024).

## Подібні образи в інших культурах
Сусуватарі — вигадані японським аніматором Хаяо Міядзакі духи в вигляді чорних пухнастих кульок, зображені в кількох анімаційних фільмах студії Ghibli.